# Papa Lleó IV
Lleó IV (Roma, s. IX – 17 de juliol del 855) va ser Papa de l'Església Catòlica del 847 al 855.
En origen monjo benedictí, va ser membre de la cúria romana durant el regnat de Gregori IV i va ser creat cardenal prevere per Sergi II.
Va ser escollit papa per unanimitat. El seu accés al pontificat va veure's marcat pel saqueig que va sofrir Roma a mans dels musulmans el 846, raó per la qual va ser consagrat el 10 d'abril del 847 sense consentiment de l'emperador. La ciutat només comptava amb la defensa que li proporcionava la muralla que l'emperador Aurelià va construir al segle iii i que no incloïa el mont vaticà on a començaments del segle iv es va construir la primera Basílica de Sant Pere on s'acumulaven els tresors de l'Església. El saqueig del tresor i la profanació que va sofrir la mateixa tomba de l'apòstol va fer que Lleó IV iniciés l'emmurallament de la muntanya vaticana i la zona entorn de la Basílica de Sant Pere del Vaticà, donant lloc al que avui es coneix com a "Ciutat Leonina".
També va alentir la formació d'una lliga amb les ciutats romanes d'Orient de Nàpols, Gaeta i Amalfi per crear una flota unificada amb la que frenar els musulmans que ocupaven la costa italiana, aconseguint derrotar-los en la batalla naval que va tindre lloc a Òstia el 849. Aquesta victòria va ser immortalitzada per Rafael en uns frescos pintats a les estances del Palau Vaticà. El mateix pintor va pintar un altre fresc amb l'Incendi del Borgo, l'incendi que va patir el Borgo ("burg"), districte de Roma contigu al Vaticà, i que segons la tradició va ser miraculosament sufocat pel Papa.
En l'ordre doctrinal es van convocar i celebrar durant el seu pontificat tres sínodes, un dels quals, celebrat el 850, va comptar amb la presència de Lluís II, però va ser de poca importància.
Va confirmar als venecians el seu dret a escollir al dux i va ser el primer pontífex que datà en els documents oficials.
Va morir el 17 de juny del 855 i va ser enterrat a la Basílica de Sant Pere. Es considera que va obrar miracles i el seu nom va ser inclòs al Martirologi romà.